# ويليام جيبسون (منتج أفلام)
ويليام جيبسون (بالإنجليزية: William Gibson)‏ هو منتج أفلام أسترالي، ولد في 1869، وتوفي في 6 أكتوبر 1929.

## وصلات خارجية
- ويليام جيبسون على موقع IMDb (الإنجليزية)